# Oberrad
Oberrad, Frankfurt-Oberrad – 16. dzielnica (Stadtteil) miasta Frankfurt nad Menem, w Niemczech, w kraju związkowym Hesja. Należy do okręgu administracyjnego Süd.